# Вада
 Тази статия е за съоръжението.  За реката в България вижте Вада (река).  
Вада е примитивна напоителна система, представляваща изкопан в земята сравнително плитък канал за напояване на зеленчукови градини и зелени площи. Обикновено вадите се изграждат в близост до реки или извори, които служат като източник на водата за напояване. Изграждат се сравнително лесно, с човешка сила, използвайки мотика или лопата. Понякога вадите служат за отводняване на площите.